# علاقات إسرائيل والاتحاد الأوروبي
تعد إسرائيل دولة حليفة للاتحاد الأوروبي. تُؤطَّر العلاقة بين الطرفين ضمن سياسة الجوار الأوروبية (إي إن بّي)، وشراكة البحر المتوسط ومنظمة الاتحاد من أجل المتوسط.
تأصلت الروابط الرئيسية بين إسرائيل والاتحاد الأوروبي بوساطة اتفاقية الشراكة لعام 1995. تغطي اتفاقيات أخرى قضايا فرعية.
تعد العلاقات بين إسرائيل والاتحاد الأوروبي إيجابية على المستوى الاقتصادي، على الرغم من تأثرها بالصراع الفلسطيني الإسرائيلي على المستوى السياسي. على وجه الخصوص، تعتبر إسرائيل أن إعلانات الاتحاد الأوروبي خلال أربعة عقود حول الصراع الفلسطيني الإسرائيلي منحازة ومؤيدة للفلسطينيين.

## خلفية تاريخية
أنشأت إسرائيل والسوق الأوروبية المشتركة علاقات دبلوماسية في وقت مبكر من عام 1959. وُقّعت معاهدة منطقة التجارة الحرة الأولى عام 1975. أشار الاتحاد الأوروبي في اجتماع إسن، المنعقد في عام 1994، إلى استعداده لتأسيس علاقات خاصة مع إسرائيل.
تشارك إسرائيل، على الصعيد متعدد الأطراف، في عملية برشلونة (الشراكة الأوروبية المتوسطية)، ومنظمة الاتحاد من أجل المتوسط اللاحقة في عام 2008، ومنذ عام 2003 في سياسية الجوار الأوروبية.
على الصعيد الثنائي، دخلت اتفاقية الشراكة حيز التنفيذ في عام 2000 بعد اتفاقية التعاون عام 1975، إذ تضمنت شروطها الوضع البحثي والتقني والتجاري والاقتصادي والتفضيلي بين الطرفين. وقد تضمنت تدابير لإنشاء منطقة تجارة حرة للبضائع الصناعية، وتحرير تجارة البضائع الزراعية، وللخدمات. ولتحركات رأس المال. وضعت الاتفاقية أيضًا الأساس للتعاون السياسي والبحثي والثقافي.

### اتفاقية الشراكة بين إسرائيل والاتحاد الأوروبي (2000)
شكلت اتفاقية الشراكة بين إسرائيل والاتحاد الأوروبي الأساس القانوني الذي يحكم العلاقات بين إسرائيل والاتحاد الأوروبي، على غرار شبكة الاتفاقيات الأوروبية المتوسطية بين الاتحاد وشركائه على الجانب الجنوبي للبحر المتوسط.
تتضمن الاتفاقية مع إسرائيل ترتيبات التجارة الحرة للبضائع الصناعية والترتيبات الميسرة لتجارة المنتجات الزراعية (دخلت اتفاقية جديدة هنا حيز التنفيذ عام 2004)، وفتحت الأفق أمام حرية أكبر لتجارة الخدمات والبضائع الزراعية. وُقّعت اتفاقية الشراكة في بروكسل في 20 نوفمبر 1995، ودخلت حيز التنفيذ في 1 يونيو 2000، بعد التصديق عليها من قِبل برلمانات الدول الخمس عشرة الأعضاء والبرلمان الأوروبي والكنيست. حلت محل اتفاقية التعاون القديمة لعام 1975.
أنشأت اتفاقية الشراكة هيئتين رئيسيتين للحوار بين الاتحاد الأوروبي وإسرائيل. يجتمع مجلس الشراكة بين الاتحاد الأوروبي وإسرائيل (الذي يُعقد على المستوى الوزاري) ولجنة الشراكة بين الاتحاد الأوروبي وإسرائيل (التي تُعقد على مستوى المسؤولين الكبار) في فترات منتظمة لمناقشة القضايا السياسية والاقتصادية، فضلًا عن التعاون الثنائي والإقليمي.
تنص المادة الثانية من اتفاقية الشراكة على ما يلي:
يجب أن تُبنى العلاقات بين الطرفين، بالإضافة إلى جميع الاتفاقيات السابقة بحد ذاتها، على احترام حقوق الإنسان والمبادئ الديمقراطية، التي توجه سياسة الطرفين الداخلية والدولية وتشكل عنصرًا أساسيًا في هذه الاتفاقية.

### الخلاف حول المعاملة التفضيلية للمنتجات الإسرائيلية المنشأة في الأراضي الفلسطينية
لا تخضع البضائع المنشأة في المستوطنات الإسرائيلية في الأراضي الفلسطينية المحتلة لاتفاقية التجارة الحرة، إذ إنها لا تُعتبر إسرائيلية.
منذ عام 1998، كانت إسرائيل والاتحاد الأوروبي على خلاف بخصوص المعاملة القانونية للمنتجات التي تُصدّر إلى الاتحاد الأوروبي من الأراضي الفلسطينية المحتلة. احتجت إسرائيل أن هذه البضائع مُنتجة على أراضيها الجمركية ويجب وفقًا لذلك أن تخضع لاتفاقية الشراكة وتتمتع بمعاملة تفضيلية. ادعى الاتحاد الأوروبي أن تلك الأراضي ليست جزءًا من إسرائيل، وأنها غير شرعية بموجب القانون الدولي، وأن هذه البضائع لا تتمتع وفقًا لذلك بمعاملة تفضيلية.
وأكدت المفوضية الأوروبية عام 2001 عدم وجود وضع تفضيلي لهذه المنتجات، مما تسبب في ردود فعل غاضبة من إسرائيل، على الرغم أن الأهمية الاقتصادية للمنتجات القائمة على الأراضي الإسرائيلية محدودة للغاية (100 مليون يورو بالعام على ما مجموعة 6 مليارات يورو بالعام). بشكل مختلف عن الاتحاد الأوروبي، تقبل الولايات المتحدة البضائع المعفاة من الرسوم الجمركية التي تُصّدر من تلك الأراضي بموجب معاهدة التجارة الحرة لعام 1985.
جرى التفاوض على حل في عام 2004، إذ ستحدد السلطات الإسرائيلية الموقع الجغرافي للإنتاج وفقًا لشهادة المنشأ (على سبيل المثال، إسرائيل، باركان)، دون الحاجة إلى تحديد إلى ما إذا كانت البضائع نشأت في تلك المناطق. ستكون السلطات الجمركية للاتحاد الأوروبي حينها قادرة على التعرف على المنشأ بالضبط وتوفير معاملة تفضيلية فقط للبضائع من أصول إسرائيلية، مما يعطي معنًى فعليًا لسياسية الاتحاد الأوروبي في عدم الاعتراف بالأراضي على أنها جزء من دولة إسرائيل.

## مجالات التعاون

### التجارة
تقوم التجارة بين الاتحاد الأوروبي وإسرائيل على أساس اتفاقية الشراكة. يعد الاتحاد الأوروبي الشريك التجاري الأكبر لإسرائيل. في عام 2013، وصل إجمالي حجم التجارة الثنائية (باستثناء الألماس) إلى أكثر من 27 مليار يورو. في عام 2013، ذهبت 32% من صادرات إسرائيل (باستثناء الألماس) إلى الاتحاد الأوروبي، و34% من وارداتها (باستثناء الألماس) جاءت من الاتحاد الأوروبي.
ارتفع إجمالي التجارة مع إسرائيل من 19.4 مليار يورو في عام 2013 إلى 31.0 مليار يورو في عام 2012 و13.4 مليار يورو في عام 2013. بلغت قيمة صادرات الاتحاد الأوروبي إلى إسرائيل 17.9 مليار يورو في عام 2013، بينما كانت قيمة الواردات من إسرائيل 13.5 مليار يورو. كانت قيمة العجز التجاري مع إسرائيل 4.4 مليار يورو لصالح الاتحاد الأوروبي في عام 2013.

### العلوم والثقافة
كانت إسرائيل أول بلد غير أوروبي يشارك في هيئة البرامج للأبحاث والتطور التكنلوجي (آر تي دي). تعتبر منزلة إسرائيل الخاصة نتيجةً لإمكاناتها البحثية والعلمية عالية المستوى وشبكتها الكثيفة في العلاقات طويلة الأمد في التعاون العلمي والتقني بينها وبين والاتحاد الأوروبي. وقّعت المفوضية الأوروبية اتفاقية مع إسرائيل في يوليو 2004 للسماح بمشاركتها في مشروع غاليليو التابع للاتحاد الأوروبي باعتباره نظامًا للملاحة عبر الأقمار الصناعية. اعتبارًا من عام 2014، كانت إسرائيل عضوًا في المنظمة العلمية الأوروبية، سيرن، إذ أصبحت العضو غير الأوروبي الوحيد.

### عضوية إسرائيل في الاتحاد الأوروبي
لمحت الحكومة الإسرائيلية عدة مرات أن محاولة الحصول على عضوية في الاتحاد الأوروبي أمر ممكن، لكن الاتحاد الأوروبي نفسه يقترح، بدلًا من ذلك، جعلها في أقرب موقع اتحاد ممكن «أقل من العضوية الكاملة». يُعوَّق التقدم السريع لهذه الخطط إلى حد ما بسبب عدم الاستقرار الحالي في الشرق الأوسط والصراعات في الضفة الغربية وقطاع غزة ولبنان. يعتبر الرأي العام الأوروبي ضحلًا بشكل عام فيما يخص بعض سياسات إسرائيل، خاصةً تلك المتعلقة بمناطق النزاع المذكورة أعلاه.
صرح الممثل الأعلى للسياسية الخارجية والأمنية المشتركة، خافيير سولانا، في عام 2009 إن إسرائيل لديها علاقة مهمة للغاية إلى ما يقرب من التعاون الكامل من خلال المشاركة في برامج الاتحاد الأوروبي. وجاهر وزير الخارجية الإسباني السابق ميغل إنخيل موراتنيوس «بشراكة متميزة تقدم جميع مزايا العضوية في الاتحاد الأوروبي دون المشاركة في المؤسسات». في 11 يناير 2005، اقترح مفوض الصناعة ونائب رئيس اللجنة غينتر فيرهوغن إمكانية إنشاء اتحاد نقدي وسوق مشتركة مع إسرائيل.
ومع ذلك، فكر عدد متزايد من الدول الأعضاء في الاتحاد الأوروبي بمنح اعتراف رسمي بدولة فلسطين، مما يعني أن إسرائيل قد تعارض عضوية الاتحاد الأوروبي، أو أن الاتحاد الأوروبي قد يعارض ضم إسرائيل على أسس سياسية وثقافية.